# 1,2-Etanoditiol
1,2-etanoditiol é um liquido incolor de fórmula química C2H4(SH)2.Tem um odor bem característico, que é comparado por muitas pessoas à cheiro de repolho podre.É um bloco de construção comum em síntese orgânica, e é um excelente ligante para íons metálicos.

## Síntese
1,2-etanoditiol é disponível comercialmente.Pode ser preparado pela reação de 1,2-Dibromoetano e tioureia seguido de hidrólise.

## Aplicações
Esse composto é amplamente usado em química orgânica, porque reage com aldeídos e cetonas para resultar em ditiolanos de posição 1,3-, que são  compostos intermediários úteis.
C2H4(SH)2  +   RR'CO  →  C2H4S2CRR'  +  H2O
Outros ditiois 1,2- e 1,3- sofrem essa reação para resultar em ditiolanos-1,3 e ditianos-1,3(anel de 6 membros).Dióis como etileno glicol
sofrem reações análogas para resultar em dioxalanos-1,3 e dioxanos-1,3.Uma propriedade distintiva de ditiolanos e ditianos derivaods de aldeídos é a que o grupo metino pode ser de-protonado e o resultante carbânion alquilado.